# Râul Valea Piscul Curii
Râul Valea Piscul Curii este un curs de apă, afluent al râului Valea Fiașului. 